# Thomas Hodgkin (storico)
Thomas Hodgkin (Tottenham, 23 luglio 1831 – 2 marzo 1913) è stato uno storico inglese.
Ricevette una educazione incentrata sui principi del Quaccherismo. Dopo essersi formato presso l'Università di Londra intraprese la professione di bancario. Nonostante ciò continuò i suoi studi storici, diventando un esperto di storia medioevale.

## Opere
- Italy and Her Invaders, 8 voll., Oxford, at the Clarendon Press, 1880-1899.
- La dinastia di Teodosio I (Oxford, 1889)
- Teodorico il Grande (Londra, 1891)
- Una introduzione alle lettere di Cassiodoro (1886)